# Circondario di Belluno
Il circondario di Belluno era uno dei circondari in cui era suddivisa l'omonima provincia.

## Storia
Con l'Unità d'Italia (1861) la suddivisione in province e circondari stabilita dal decreto Rattazzi non fu estesa all'intera Penisola, dato che il Veneto non faceva parte dell'Italia. Anche dopo l'annessione del 1866 in Veneto venne mantenuta l'efficiente ripartizione in distretti. Solo nel 1888 il testo unico degli enti locali conferì al governo il potere di normalizzare la situazione.
Nel 1923 il circondario di Belluno venne ingrandito comprendendo il territorio degli ex distretti giudiziari di Ampezzo e Livinallongo, già appartenenti alla Venezia Tridentina.
Il circondario di Belluno fu abolito, come tutti i circondari italiani, nel 1927 nell'ambito della riorganizzazione della struttura statale voluta dal regime fascista.

## Comuni
Il circondario di Belluno, diviso nei distretti di Belluno, Agordo e Longarone, comprendeva i seguenti comuni nel 1914:
- Belluno
- Agordo
- Alleghe
- Castel Lavazzo
- Cencenighe
- Chies d'Alpago
- Falcade
- Farra d'Alpago
- Forno di Canale
- Forno di Zoldo
- Gosaldo
- La Valle
- Limana
- Longarone
- Mel
- Pieve d'Alpago
- Ponte nelle Alpi
- Puos d'Alpago
- Rivamonte
- Rocca Pietore
- San Tommaso
- Sedico
- Sospirolo
- Soverzene
- Taibon
- Tambre d'Alpago
- Trichiana
- Vallada
- Voltago
- Zoldo Alto